# 下貝爾泰什蒂鄉
44°50′N 27°45′E / 44.833°N 27.750°E
下貝爾泰什蒂鄉（羅馬尼亞語：Comuna Berteștii de Jos, Brăila），是羅馬尼亞的鄉份，位於該國東南部，由布勒伊拉縣負責管轄，面積135平方公里，海拔高度4米，2007年人口3,165，人口密度每平方公里23人。